# 辻村みちよ
辻村 みちよ（つじむら みちよ、1888年〈明治21年〉9月17日 - 1969年〈昭和44年〉6月1日）は、日本の農学者。“日本初の“女性農学博士。お茶の水女子大学教授を経て、実践女子大学名誉教授。茶カテキンを初めて分離するなど、緑茶の化学成分に関する研究で知られる。1968年勲四等宝冠章受章。位階は従五位。

## 来歴
1888年（明治21年）、埼玉県足立郡桶川町（現・桶川市）に生まれる。東京女子高等師範学校理科卒業。高等女学校・女子師範学校教諭を経て、北海道帝国大学農芸化学科への入学を希望するが、当時はまだ同大学では女子の受け入れを行っておらず、無給副手として同学科食品栄養研究室に入り、主に蚕の栄養についての研究を行う。その後、東京帝国大学医学部医化学教室に異動するが、1923年（大正12年）の関東大震災により同教室が全焼したため、やむなく理化学研究所に研究の場を移す。同研究所鈴木梅太郎研究室では、三浦政太郎との共同研究で緑茶にビタミンCが多く含まれていることを発見する。この発見は北米向けの日本茶輸出拡大をもたらした。緑茶に含まれる化学成分の研究はさらに進み、緑茶中のカテキンの発見やタンニンの化学構造を決定するなど、傑出した研究成果を出す。これらの成果をまとめた論文「緑茶の化学成分について」によって、1932年（昭和7年）日本における女性農学博士第1号となった。戦後は、お茶の水女子大学や実践女子大学などで後進の指導・育成にあたりながら、晩年まで研究活動を続けた。

### 略歴
- 1909年 - 東京府女子師範学校卒業。東京女子高等師範学校理科入学[3]。
- 1913年 - 東京女子高等師範学校理科卒業。横浜高等女学校教諭[3]。
- 1917年 - 埼玉女子師範学校教諭[3]。
- 1920年 - 北海道帝国大学農芸化学科副手。食品栄養研究室に入る[3][5]。
- 1922年 - 東京帝国大学医学部医化学教室に異動[3]。
- 1923年 - 関東大震災で医化学教室が全焼、理化学研究所に移る。研究生となり鈴木梅太郎研究室に入る[3]。
- 1924年 - ビタミンCの研究を始める。三浦政太郎と共同で『緑茶中のヴィタミンCに就て』を日本農芸化学会誌に報告[3]。
- 1929年 - 緑茶からカテキンを初めて分離[3]。
- 1930年 - 緑茶からタンニンを無定形にて分離[3]。
- 1932年 - 東京帝国大学から博士号取得。日本初の女性農学博士となる[3]。
- 1934年 - 緑茶からガロカテキンを得る[3]。
- 1935年 - 緑茶からタンニンを結晶で取り出す。植物から結晶ビタミンCを製造する方法を特許取得[3]。
- 1942年 - 理化学研究所副研究員[3]。
- 1946年 - 女子学習院講師[3]。
- 1947年 - 理化学研究所研究員[3]。
- 1949年 - お茶の水女子大学教授[3]。
- 1950年 - 東京女子高等師範学校教授を兼任。お茶の水女子大学初代家政学部長[3]。
- 1955年 - お茶の水女子大学退官。1961年まで同大学非常勤講師。実践女子大学教授[3]。
- 1963年 - 実践女子大学定年退職。実践女子大学名誉教授[3]。
- 1969年 - 6月1日、愛知県豊橋市の姪の家にて80歳で逝去[3]。従五位に叙される[4]。

### 受賞・受章
- 1956年 - 日本農学賞[3]
- 1968年 - 勲四等宝冠章[3]

## 著作

### 図書
- お茶の水女子大学家政学部編 編『基礎実験』岩崎書店〈家政学実験講座 1〉、1955年3月。 NCID BN06971154。
- お茶の水女子大学家政学部編 編『食品化学と調理』岩崎書店〈家政学実験講座 2〉、1955年10月。 NCID BN06972452。全国書誌番号:53003284。
- 「茶の話」『食生活の科学』文雅堂書店〈新女性ライブラリー〉、1958年9月、83-135頁。 NCID BA61753323。全国書誌番号:58012249。

### 論文
- 三浦政太郎、辻村みちよ「緑茶中のヴイタミンCに就きて」『日本農芸化学会誌』第1巻第1号、日本農芸化学会、1924年、34-44頁、doi:10.1271/nogeikagaku1924.1.34、NAID 130001217458。
- 辻村みちよ「カラコギカエデの葉の成分に就て 第1報」『お茶の水女子大学自然科学報告』第2巻、お茶の水女子大学、1951年11月、138-141頁、NAID 110006558748。
- 辻村みちよ、田部井菊子、和田つる「海藻成分の研究（第1報）海藻中のフラビンに関する研究」『日本農芸化学会誌』第26巻第1号、日本農芸化学会、1952年、11-13頁、doi:10.1271/nogeikagaku1924.26.11、NAID 130001216962。
- 辻村みちよ「三浦政太郎博士の日本緑茶中に於けるビタミンCの発見」『日本医事新報』第1501号、日本医事新報社、1953年1月31日、515-516頁、NAID 40018211799、国立国会図書館書誌ID:10022387。
- 辻村みちよ、山西貞、吉松藤子「昆布のフラビンその他の成分に就て」『お茶の水女子大学自然科学報告』第4巻第1号、お茶の水女子大学、1953年3月、100-104頁、NAID 110006558778。
- 辻村みちよ「お茶の話 -5-」『家庭科学』第6号、日本女子社会教育会家庭科学研究所、1954年6月、17-19頁、NAID 40017585184、国立国会図書館書誌ID:9844252。
- 辻村みちよ、高須英「緑茶の単寧物質に就て Tea Tannin IIの分離」『日本農芸化学会誌』第29巻第6号、日本農芸化学会、1955年、407-412頁、doi:10.1271/nogeikagaku1924.29.407、NAID 130001215830。
- 辻村みちよ、山西貞、秋山礼子、田中住子「緑茶の香気成分の研究（第1報）含硫化合物について」『日本農芸化学会誌』第29巻第2号、日本農芸化学会、1955年、145-148頁、doi:10.1271/nogeikagaku1924.29.145、NAID 130001215992。
- 辻村みちよ「緑茶の単寧物質に就て」『日本農芸化学会誌』第29巻第6号、日本農芸化学会、1955年6月、NAID 40018360119、国立国会図書館書誌ID:10061229。
- 辻村みちよ、山西貞、竹本静代、根本拡子「Studies on change of taste of persimmon during the process of ripening」『お茶の水女子大学自然科学報告』第6巻第1号、お茶の水女子大学、1955年12月、111-117頁、NAID 110006558834。
- 辻村みちよ、大沢直子「緑茶中のアミノ酸について」『実践女子大学紀要 自然科学・家政学』第4巻、実践女子大学、1957年4月、5-8頁、NAID 110000461431。
- 辻村みちよ、大沢直子「緑茶の単寧物質に就て Tea tannin II（続報）」『日本農芸化学会誌』第33巻第11号、日本農芸化学会、1959年、914-915頁、doi:10.1271/nogeikagaku1924.33.11_914、NAID 130001231357。
- 辻村みちよ、中浜千代子「カラコギカエデの葉の成分について（第2報）Maple tanninについて」『日本農芸化学会誌』第39巻第6号、日本農芸化学会、1965年、209-211頁、doi:10.1271/nogeikagaku1924.39.209、NAID 130001230023。
- 辻村みちよ「茶の渋味」『化学と生物』第5巻第5号、日本農芸化学会、1967年5月、257頁、NAID 40017567552、国立国会図書館書誌ID:8139032。
- 辻村みちよ「大法輪アーカイブス 茶のはなし 昭和三十六年九月号より」『大法輪』第82巻第8号、大法輪閣、2015年8月、228-234頁、NAID 40020531064、国立国会図書館書誌ID:026600730。

### 博士論文
- 『緑茶ノ化学的成分ニ就テ』東京帝国大学、1932年6月8日。国立国会図書館書誌ID:000010657719、NAID 500000493455。

### 資料目録
- 『辻村みちよ資料目録』お茶の水女子大学ジェンダー研究センター、2003年3月。 NCID BA78000997。